# Grand Stand Arena
La Grand Stand Arena, ufficialmente TFS X.0 (Temporary Flexible Stadium X.0), è un impianto sportivo di Roma. È il secondo stadio da tennis, per capienza, del complesso sportivo del Foro Italico. 
La struttura ospita regolarmente manifestazioni sportive, annualmente gli Internazionali d'Italia di tennis, e spettacoli musicali.

## Storia
Nel 2012, al posto del vecchio "campo n. 10" fu costruito un nuovo stadio con la capacità di 3 500 posti a sedere, chiamandolo SuperTennis Arena. L'anno seguente l'arena fu rivista avvicinando gli spalti al campo e incrementandone la capacità di ulteriori 1 000 posti a sedere. Nel 2014 cambiò denominazione in Grand Stand Arena e successivamente, nel 2017, in NextGen Arena (pur rimanendo comunemente chiamata Grand Stand Arena) aumentandone ancora i posti per una capienza totale di 5 500 spettatori.
L’attuale impianto, ufficialmente denominato "TFS X.o" ("Temporary Flexible Stadium") venne realizzato nel 2019 al posto della NextGen Arena, per ottenere un miglior impatto e una migliore funzionalità rispetto alla precedente struttura, aumentandone la capienza da 5 500 a 6 550 posti a sedere. La costruzione iniziò nel mese di aprile del 2019, per concludersi con l'inaugurazione del successivo 6 maggio, in tempo per gli Internazionali d’Italia di quell'anno. Per i primi dieci anni il CONI dispone dell'impianto a noleggio, per poi entrarne in possesso ad un prezzo simbolico.
Dal 4 all'8 settembre del 2019 l'impianto ospitò le finali del World tour di beach volley, trasformando temporaneamente per l'evento il campo da tennis in terra rossa in un campo da sabbia per il beach volley.

## Struttura
L'impianto è caratterizzato da una struttura leggera e modulare, concepita per l’adattabilità. Ha una struttura di 800 tonnellate di acciaio con rivestimenti in polivinilcloruro riciclato e pavimenti in pannelli zincati. La curva sud è stata resa trasformabile in un palco.